# Pierre Jolissaint
Pierre Jolissaint (Réclère, 31 juli 1830 - Bern, 2 maart 1896), was een Zwitsers politicus.

## Opleiding en carrière

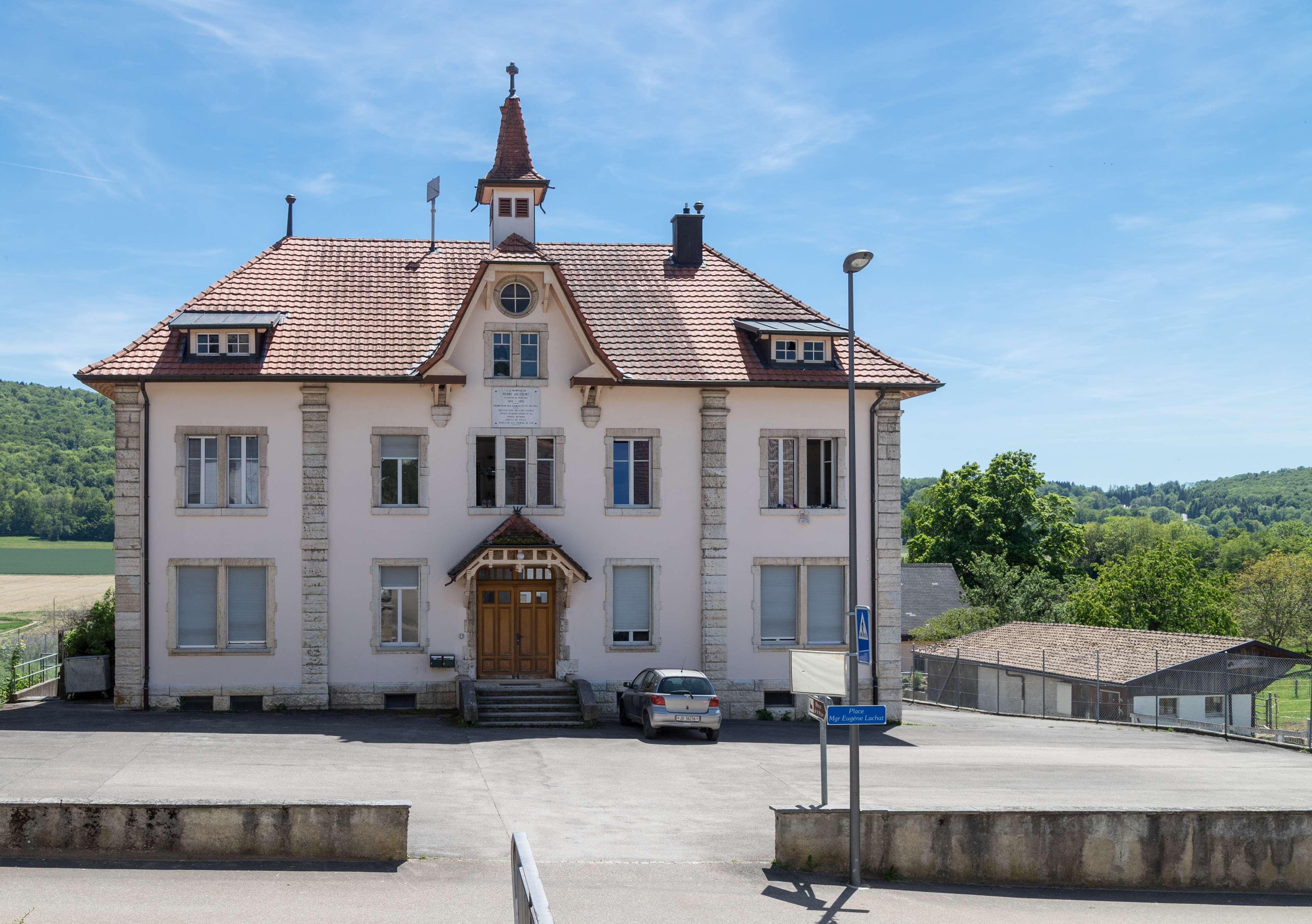
Réclère: "A la memoire de Pierre Jolissaint..."

Pierre Jolissaint was afkomstig uit Réclère, de Bernese Jura. Hij volgde van 1845 tot 1848 een lerarenopleiding in Porrentruy en was van 1848 tot 1850 leraar in Epauvillers, in 1851 in Réclère en in 1852 in Le Noirmont. Vanwege zijn liberale opvattingen werd hij in 1852 door de conservatieve regering van het kanton Bern uit het ambt van leerkracht ontheven en was van 1852 tot 1855 werkzaam bij het notarisbureau Charmillot te Saint-Imier. Vervolgens studeerde hij tussen 1855 en 1858 rechten in Straatsburg, Bern en Parijs. In 1855 verwierf hij zijn notarislicentie en in 1859 promoveerde hij tot doctor in de rechten. Van 1858 tot 1864 was hij schrijver bij het gerechtshof van Courtelary. Van 1864 had hij een advocatenbureau in Saint-Imier.
Pierre Jolissaint was van 1873 tot 1890 van de Jura-Bern-Luzern-Bahn en van 1890 tot 1896 van de Jura-Simplon-Bahn.

## Politieke carrière
Pierre Jolissaint was lid van de Radicale Partij (voorloper van de Vrijzinnig Democratische Partij) en was van 1864 tot 1866, 1873 tot 1888 en van 1882 tot 1890 lid van de Grote Raad van Bern. Van 1866 tot 1873 was hij lid van de Regeringsraad van het kanton Bern en beheerde hij het departement van Spoorwegen. Van 1 juni 1872 tot 31 mei 1873 was hij voorzitter van de Regeringsraad (regeringsleider) van het kantons Bern).

### Politieke denkbeelden
Sinds de jaren zestig van de negentiende eeuw distantieerde hij zich van het liberalisme en begon hij steeds meer heil te zien in het opkomend socialisme. Hij streefde naar een goede verstandhouding tussen werkgever en werknemer en zette hij zich in voor betere leef- en werkomstandigheden voor de arbeiders. Van 1865 tot 1866 zat hij de Saint-Imier Sectie van de Eerste Internationale voor en in 1867 en in 1868 was hij afgevaardigde bij de Internationale Vredescongressen in Genève en Bern.
Tijdens de Kulturkampf in het kanton Bern vertegenwoordigde hij de belangen van de Oud-Katholieke Kerk (later: Christ-Katholische Kirche genaamd) - Jolissaint was lidmaat van de Oud-Katholieke of Christ-Katholische Kirche - en betoonde hij zich een strijdbaar voorstander van staatstoezicht over de kerken. Hij was medeverantwoordelijk voor het besluit van de Grote Raad van 1867 dat een verbod op lesgeven door ordegeestelijken verbood.
Pierre Jolissaint was van 1869 tot 1878 en van 1884 tot 1896 lid van de Nationale Raad (tweede kamer Bondsvergadering) waar hij zich sterk maakte voor de aanleg van spoorwegen in het kanton Bern.
Pierre Jolissaint overleed op 65-jarige leeftijd, op 2 maart 1896 in Bern.
Van zijn hand verschenen tal van werken, vooral over godsdienstige vraagstukken, politiek en recht.

## Trivia
- Lid studentenvereniging Helvetia
- Ereburger van Saint-Imier - 1874